# Rhopalosiphum rufulum
Rhopalosiphum rufulum är en insektsart som beskrevs av Richards 1960. Rhopalosiphum rufulum ingår i släktet Rhopalosiphum och familjen långrörsbladlöss. Inga underarter finns listade i Catalogue of Life.